# 円グラフ

英語を母国語とする人の人口を表した円グラフ

円グラフ（えんグラフ、英: pie chartまたはcircle chart）とは、丸い図形を扇形に分割し、何らかの構成比率を表したグラフ。円グラフでは、扇形の円弧の長さ（および中心角と面積）は、その扇形で表される量と比例する。扇形を全てあわせると完全な円となる。
一般に世界初の円グラフはウィリアム・プレイフェアの「Statistical Breviary」（1801年）とされている。

## 概要

### 表現
円グラフでは円全体を100%として扇形の面積で構成比を表現する。データは時計の12時方向から構成比が大きい順に時計回りに並べるのが一般的である。構成比の小さいものデータは最後にまとめられ「その他」と表示することが多い。

### 例

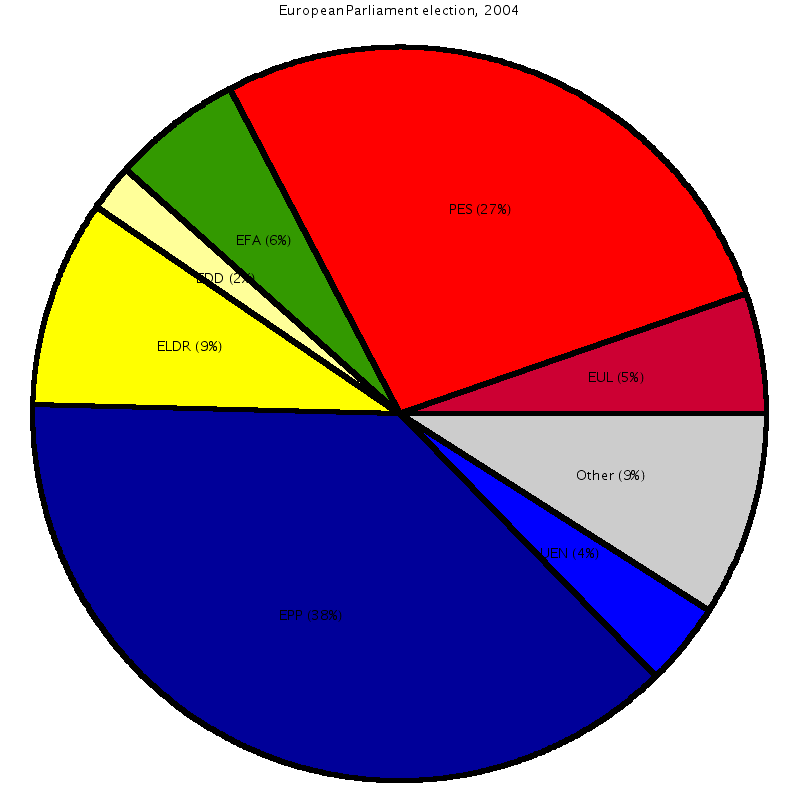
例示されたデータの円グラフ

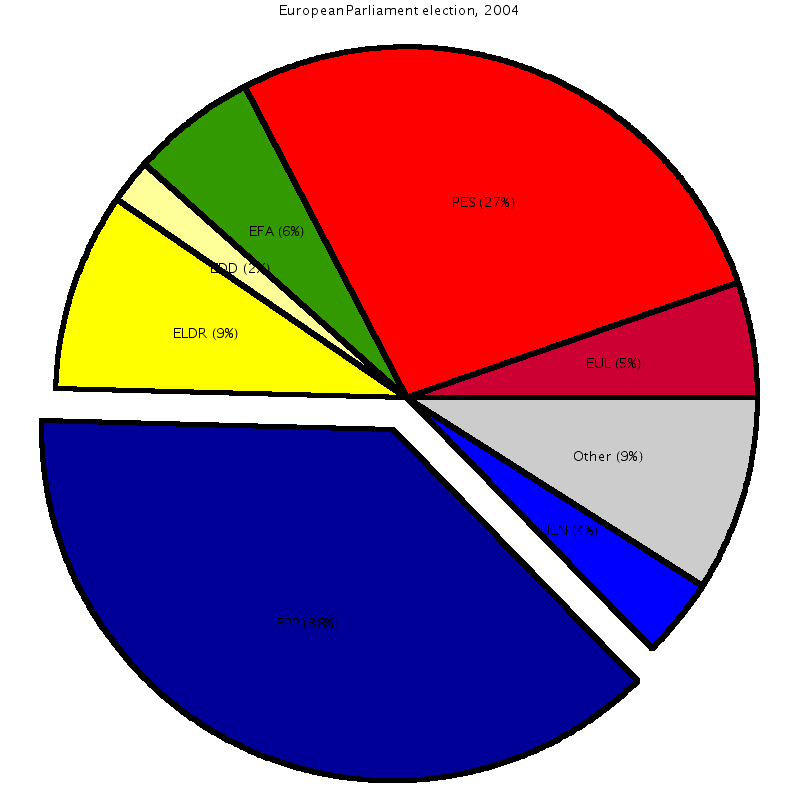
例示されたデータの円グラフで、最大政党に対応する扇形を分離した場合

ここでは、2004年の欧州議会選挙結果を例として説明する。以下の表は各政党の獲得議席数の一覧である。全議席に対するパーセンテージと、そこから計算した（円グラフにするときの）中心角を記している。中心角はパーセンテージに360°をかければよい。
| 政党   | 議席数 | 割合 (%) | 中心角 (°) |
| ------ | ------ | -------- | ---------- |
| EUL    | 39     | 5.3      | 19.2       |
| PES    | 200    | 27.3     | 98.4       |
| CPC    | 42     | 5.7      | 20.7       |
| CRAIG  | 15     | 2.0      | 7.4        |
| ERIC   | 67     | 9.2      | 33.0       |
| AKINS  | 276    | 37.7     | 135.7      |
| GEI    | 27     | 3.7      | 13.3       |
| その他 | 66     | 9.0      | 32.5       |
| 合計   | 732    | 99.9*    | 360.2*     |

*丸め誤差があるため、合計しても正確に100や360にはならない。
それぞれの中心角は対応する量（ここでは議席数）に比例する。中心角の合計は360°なので、ある量が全体を1としたとき Q で表される場合、その中心角は360Q度になる。この例では、最大政党（EPP）の中心角は135.7°である。割合が 0.377 なので、360°にかけて小数点以下第1位に丸めると 135.7 になる。

## 評価

3種類のデータ群を円グラフと棒グラフで表現

円グラフはおそらく最も一般的な統計図表としてビジネスやマスメディアで使われているが、科学や工学の分野ではあまり使われない。円グラフには批判も多く、統計学者は円グラフを使用しないことを推奨していることが多い。問題とされているのは、円グラフ内の異なる領域の比較や、複数の円グラフの比較が難しい点である。円グラフは情報提示の方法として効果的な場合もあり、特に（扇形同士の比較ではなく）円グラフ内の扇形と円全体を比較する場合は有効である。円グラフは扇形が全体の25%や50%となる場合に最も理解しやすいが、棒グラフなどの他の図や表形式の方が情報提示方法としては適切である。
ベル研究所の研究によると、人間による角度の比較は長さの比較ほど正確ではない。このことは右の図で示すことができる。3つの円グラフとその下にそれぞれ同じデータから描画した棒グラフがある。円グラフでは各領域の大小比較が困難だが、棒グラフでは容易に大小比較できる。しかし、目的が合計（円全体）と各領域（扇形）の比較で、各領域が全体の25%か50%なら、円グラフの方がわかりやすい。

## 変種と類似した図

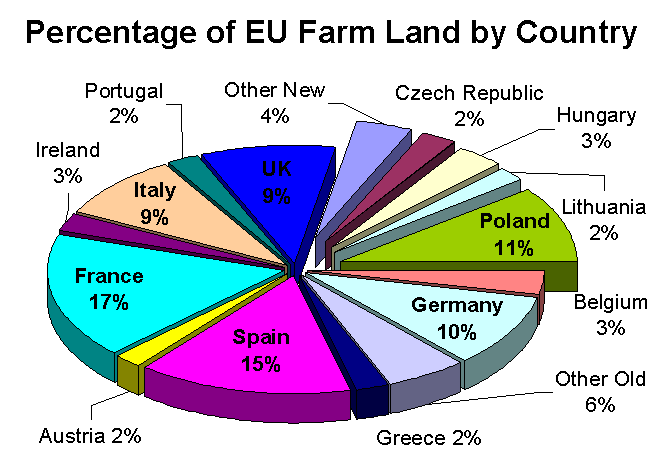
3次元円グラフの例

ナイチンゲールが作成した「東部での軍隊における死亡原因の図」

### 分離のある円グラフ
1つ以上の扇形が円から分離されているグラフ。その部分を目立たせる効果があり、特に小さい部分を目立たせるときによく使われる。

### 3次元円グラフ
円グラフを3次元で描画したもの。見た目を美しくする目的で使われることが多く、データの読み取りが改善されるわけではない。円盤を斜めから見た状態になるため、データの正確な読み取りはむしろ困難になる。データを表現するのに不要な次元を導入してグラフを描画することは、円グラフだけでなくあらゆるグラフで好ましくないとされている。

### 鶏頭図
フローレンス・ナイチンゲールは1858年、「鶏頭図（polar area diagram）」「鶏のとさか」と呼ばれる一種の円グラフを考案した（Nightingale rose diagram とも）。日本語で「鶏頭」と名づけられているのは、その図が掲載された著書をナイチンゲールが "coxcomb"（cockscomb はケイトウの意）と呼んでいたため、図そのものを "coxcomb" と誤って呼ぶようになったことに由来する。
数量が半径に比例するように描かれるともされるが、少なくともナイチンゲールの例では面積に比例するように描かれている。一般的な円グラフと異なり、鶏頭図の各領域の中心角は一定である。
ナイチンゲールがこの図を考案したとされているが、もっと早い時期にこれを使った例がある。Léon Lalanne は1843年、32方位での風向の頻度を鶏頭図で表した。1829年、André-Michel Guerry は周期的現象の頻度を鶏頭図で表したものを論文に掲載している。

## 歴史
世界初の円グラフは、1801年にウィリアム・プレイフェアが著書「Statistical Breviary」に掲載した2つの図とされている。しかし、円グラフがその後すぐに広まったわけではない。初期の使用例としては1858年にシャルル・ジョゼフ・ミナールが描いた地図がある。彼は、地図に三次元的な情報を追加する必要にせまられて円グラフを使用した。

ウィリアム・プレイフェアが著書「Statistical Breviary」に掲載した円グラフの1つ。1789年以前のオスマン帝国における人口割合（アジア系、ヨーロッパ系、アフリカ系）
ミナールの円グラフを使った地図。フランス各地からパリに出荷された牛の量を表している。（1858年）